# Doppelte Rettungsschlinge
Die Doppelte Rettungsschlinge ist ein Sicherungsknoten aus dem klassischen Alpinismus und wird heute nicht mehr verwendet.

## Anwendung
Die Doppelte Rettungsschlinge wurde früher als eine Art „Brustgurt“ verwendet. Zur Sicherung ist sie aber nur geeignet, wenn von oben gesichert werden kann. Beispielsweise beim Abstieg in eine Grube oder gesichert an einem Fall beim Aufstieg auf den Mast eines Segelschiffes. Dabei wird eine Schlinge um die Brust gelegt, und die andere diagonal um Brust und über eine Schulter. Wichtig ist, dass der Knoten eng sitzt, damit der zu Sichernde nicht herausrutschen kann. 
Achtung
Bei Ringbelastung kippt dieser Knoten um und hält nicht sicher.
Als Sturzsicherung darf der Knoten nicht verwendet werden.

## Knüpfen
Als Ersatz für einen Brustgurt wird das Seilende doppelt genommen. Die Schlaufe soll etwa von der Schulter bis zum Boden reichen. Dann wird in die Schlaufe mit dem doppelten Seil ein loser Marlspiekerschlag geschlungen. Die dabei entstehende doppelte Schlinge wird fast ganz durchgezogen, bis am Seilende nur noch eine kleine Bucht übrig bleibt. Diese Bucht wird über den ganzen Knoten drüber gestülpt. Der Knoten wird an den beiden Schlingen festgezogen.

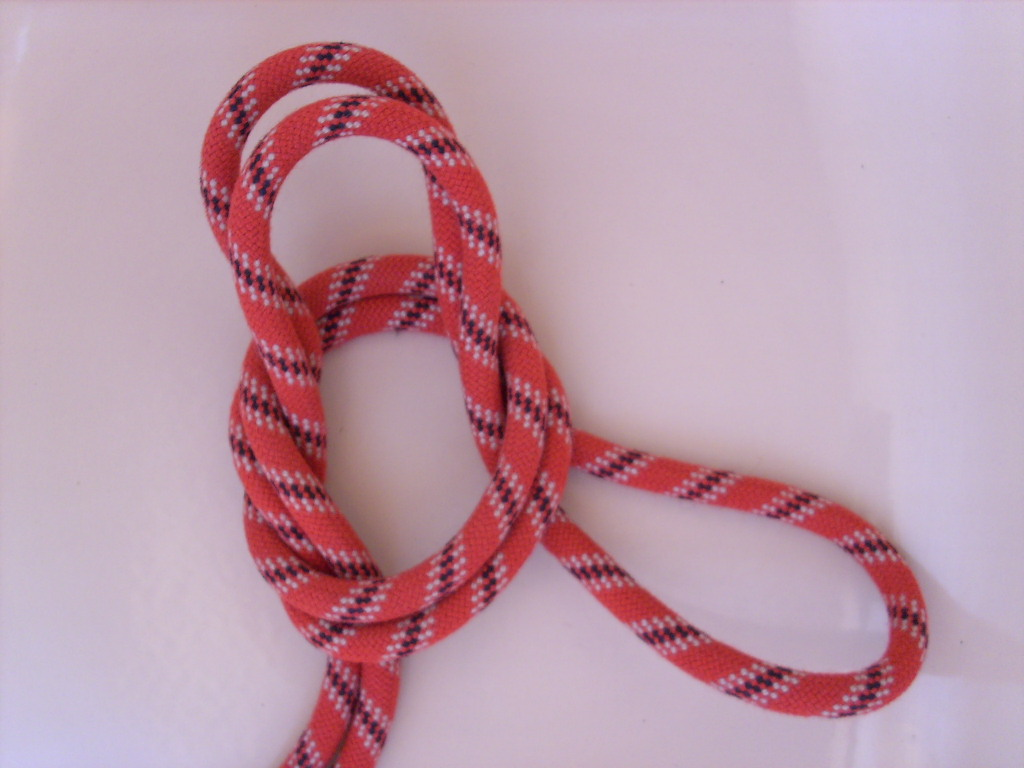
Marlspiekerknoten
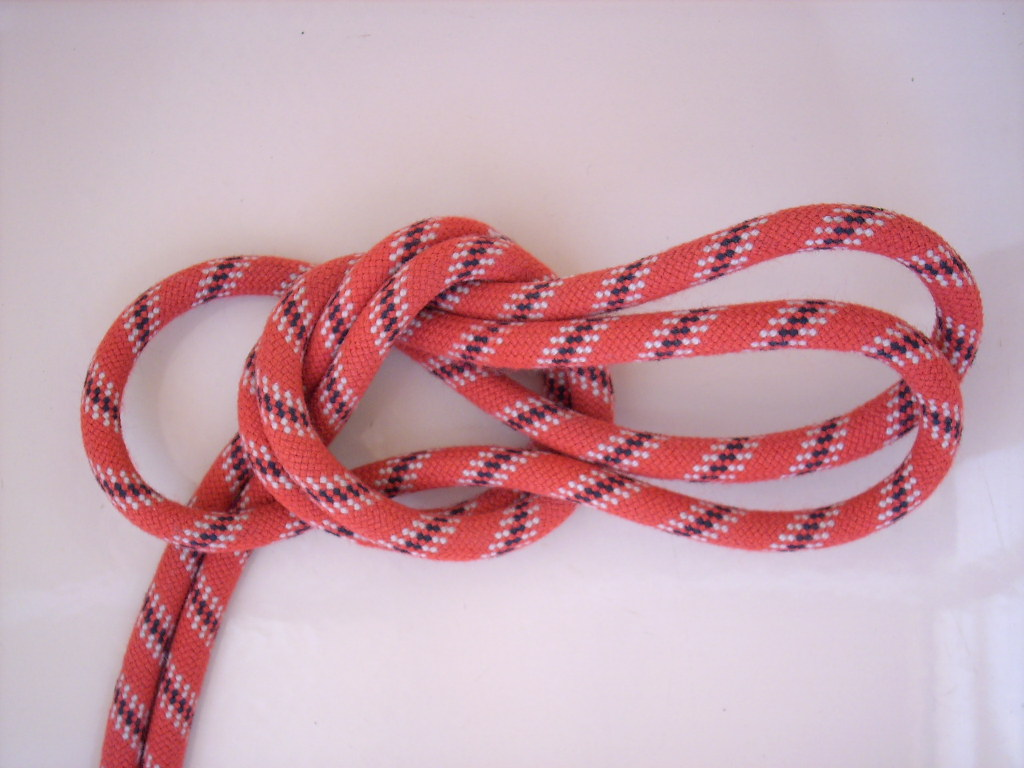
Bucht über Knoten gestülpt
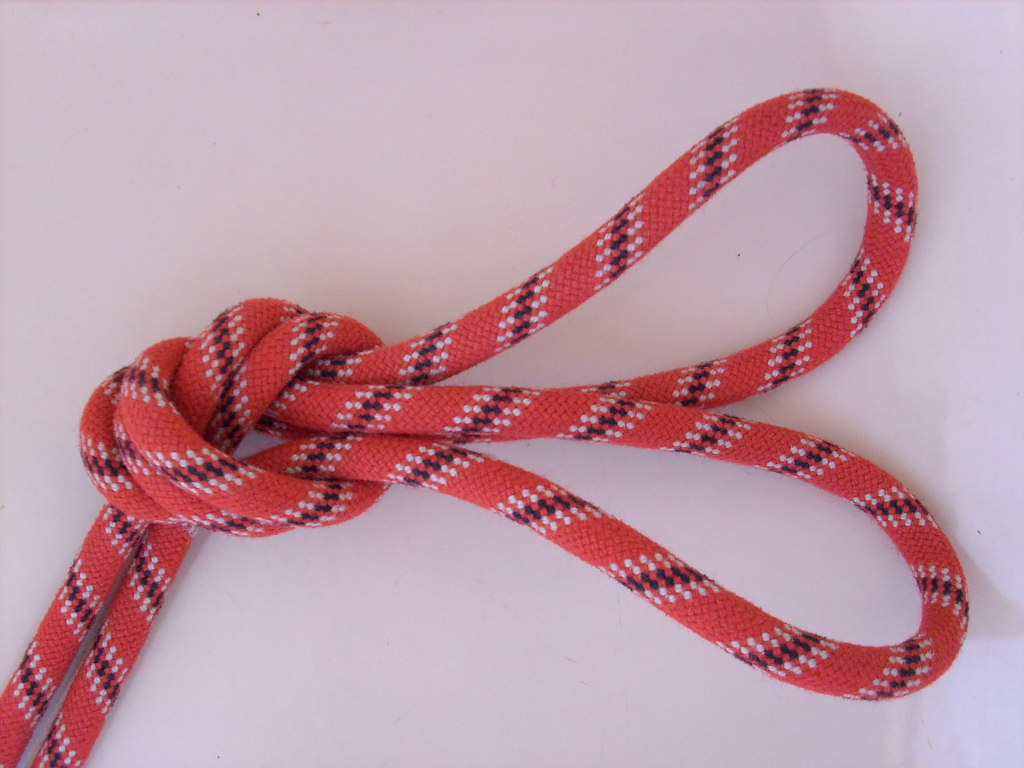
fertig

## Alternativen
- Als Bergehilfe wird in der Seefahrt und im Rettungswesen eine Bergeschlaufe oder der Palstek verwendet.
- Als Behelf für einen „Sitzgurt“ wird besser eine Sitzschlinge verwendet.
- Der Brustbund wurde auch als Rettungsknoten bezeichnet.

## Abwandlungen
Ein Ähnlicher Knoten mit ähnlicher Anwendung ist der Doppelte Palstek.